# 5 Szpital Okręgowy

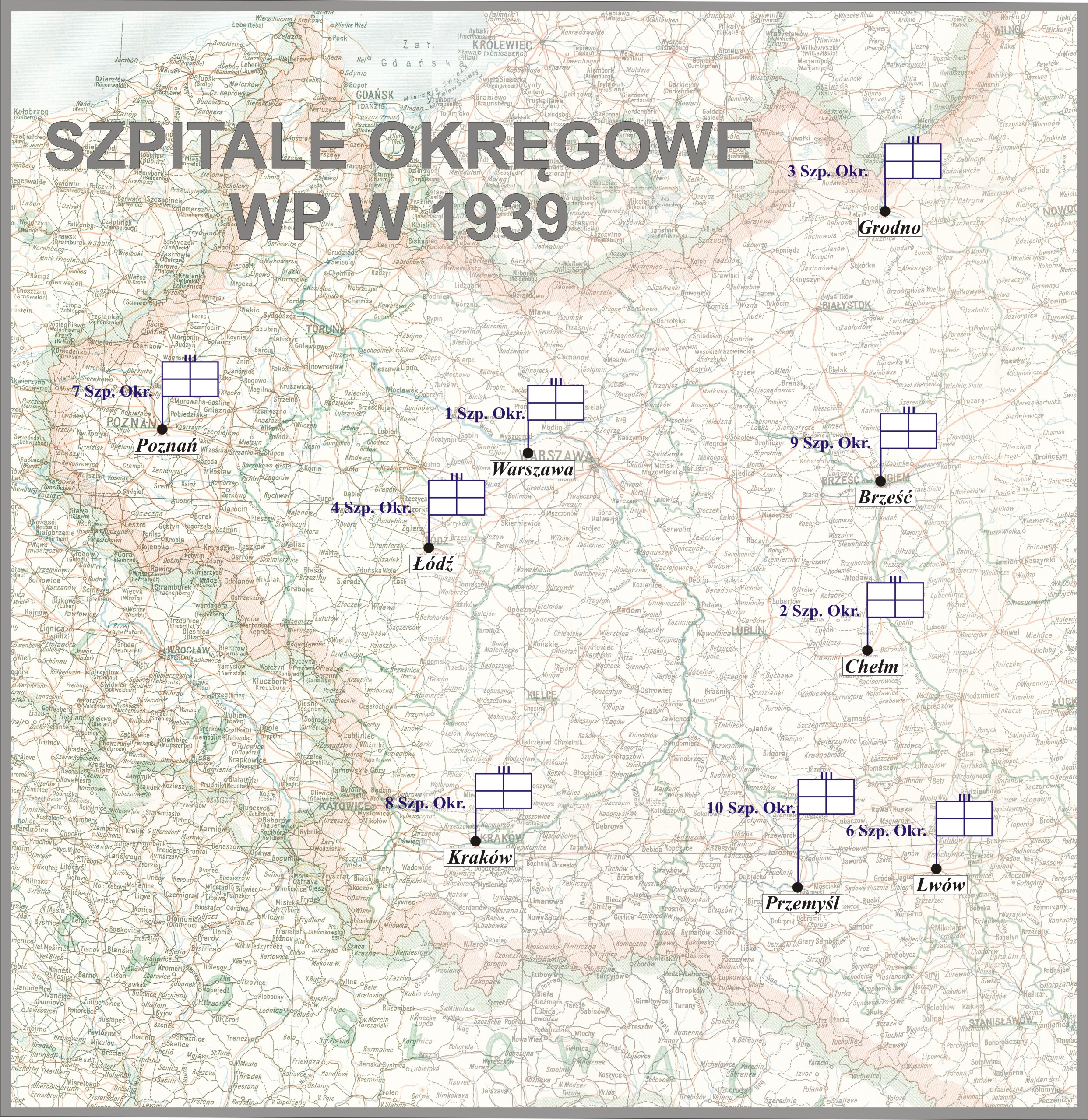
Szpitale Okręgowe WP w 1939

5 Szpital Okręgowy – jednostka organizacyjna służby zdrowia Wojska Polskiego II Rzeczypospolitej.

## Historia szpitala
Zadaniem 5 Szpitala Okręgowego w Krakowie (filia w Rajczy) było leczenie wojskowych i osób uprawnionych do leczenia wojskowego Okręgu Korpusu nr V. Szpital dysponował ambulatorium dentystycznym, chirurgicznym, okulistycznym, laryngologicznym oraz przychodnią ogólną dla chorych. Komendant szpitala posiadał uprawnienia dowódcy pułku.
Minister spraw wojskowych wydał rozkaz nr O.I.Szt.Gen. 7980 Org. Częściowa likwidacja zakładów służby zdrowia, w którym między innymi nakazał dowódcy Okręgu Korpusu Nr V przeprowadzić do 25 lipca 1924 roku likwidację Zakładu Leczniczo-Protezowego dla Inwalidów Wojennych w Krakowie z wyjątkiem fabryki protez, którą dołączono jako pododdział do Szpitala Okręgowego Nr V. Równocześnie etat szpitala został powiększony o skład osobowy fabryki protez.
W październiku 1931 roku został zlikwidowany 5 batalion sanitarny, a w jego miejsce, w strukturze szpitala, została zorganizowana Kadra Zapasowa 5 Szpitala Okręgowego.

## Struktura organizacyjna
Organizacja szpitala w 1923 roku:
- komendant, kancelaria i komisja gospodarcza,
- oficer administracji budynków i magazynów,
- oddziały chorych i pracowni klinicznych: chorób wewnętrznych, zakaźny, chirurgiczny, ginekologiczny, dermatologiczny, oddział neurologiczny, okulistyczny i laryngologiczny;
- pracownia bakteriologiczna
- pracownia rentgenowska,
- prosektorium,
- ambulatorium dentystyczne,
- apteka okręgowa,
- trzy plutony obsługi sanitarnej

Szpital posiadał 600 łóżek. Plutony obsługi sanitarnej były pododdziałami wydzielonymi ze składu 5 Baonu Sanitarnego.

## Kadra szpitala
Komendanci szpitala
- płk lek. dr Ignacy Zieliński (XI 1918)
- płk lek. Józef Krysakowski (był w 1922 – 30 IX 1927 → stan spoczynku)
- ppłk / płk lek. Ksawery Maszadro (XI 1927[7] – VI 1930 → szef sanitarny OK VII[8])
- płk lek. dr Adam Maciąg (od VI 1930[9])
- ppłk / płk lek. Mieczysław Henoch (X 1931[10] – VI 1934 → szef sanitarny DOK III[11])
- ppłk lek. Nikodem Butrymowicz (VI 1934[12] – III 1936 → komendant 9 Szpitala Okręgowego[13])
- ppłk dr Władysław Jan Rymaszewski (1939 → szef służby zdrowia Dowództwa OWar. „Wilno”)
- ppłk lek. dr Marian Dietrich (1939[14])

### Obsada personalna i struktura w marcu 1939 roku
„Pokojowa” obsada personalna szpitala:
- komendant szpitala – ppłk dr Władysław Jan Rymaszewski
- zastępca komendanta – ppłk dr Józef Oktawiec[b]
- starszy ordynator oddziału chirurgicznego – mjr dr Henryk Mazanek
- ordynator oddziału – kpt. dr Stanisław Kostarczyk
- starszy ordynator oddziału wewnętrznego – ppłk dr Adolf Antoni Stanoch
- ordynator oddziału – kpt. dr Boguchwał Ignacy Panas
- starszy ordynator oddziału ocznego – mjr dr Ignacy Bernard Chrzanowski
- starszy ordynator oddziału uszno-gardłowego – ppłk dr Walenty Popek
- starszy ordynator oddziału skórno-wenerycznego – ppłk dr Stanisław Jan Malinowski
- ordynator oddziału – kpt. dr Edward Eustachy Małkiewicz
- starszy ordynator oddziału nerwowego – mjr dr Stefan Krudowski
- starszy ordynator oddziału gazoterapii – mjr dr Antoni Bednarski
- kierownik pracowni rentgenowskiej – mjr dr Mieczysław I Ossowski
- kierownik pracowni bakteriologicznej – mjr dr Władysław Pęksa
- pomocnik kierownika pracowni bakteriologicznej – kpt. Adam Lukas[c]
- kierownik przychodni dentystycznej – kpt. lek. dent. Manswet Rudolf Pyrka
- kierownik apteki – mjr mgr Henryk Polaczek
- zastępca  kierownika apteki – por. mgr Karol Sodolski
- na praktyce szpitalnej – kpt. lek. Bolesław Euzebiusz Herchold
- na praktyce szpitalnej – kpt. lek. Józef Piotr Jankiewicz
- na praktyce szpitalnej – por. dr Stanisław Józef Grochmal
- pomocnik komendanta ds. gospodarczych – mjr. Ferdynand Antoni Wanke
- oficer gospodarczy – kpt. int. Józef Franciszek Gróger
- dowódca plutonu gospodarczego – kpt. Adam Lukas
- kapelan – kpl. ks. Wacław Jabłoński

Kadra zapasowa 5 Szpitala Okręgowego
- komendant kadry – ppłk dr Józef Oktawiec
- lekarz kadry – por. lek. Jan Marian Suchomel
- oficer mobilizacyjny – kpt. Józef II Jaworski
- oficer ewidencji personalnej – kpt. adm. (piech.) Stefan Rzepecki
- oficer materiałowy – por. mgr Wiktor Emil Bawankiewicz
- zastępca oficera materiałowego –  chor. Alojzy Macura
- dowódca kompanii szkolnej – kpt. Andrzej Gwardjan[d] †1940 Charków[22]
- dowódca I plutonu – vacat

### Żołnierze Szpitala – ofiary zbrodni katyńskiej
Biogramy zamordowanych znajdują się na stronie internetowej Muzeum Katyńskiego
| Nazwisko i imię            | stopień           | zawód               | miejsce pracy przed mobilizacją  | zamordowany |
| -------------------------- | ----------------- | ------------------- | -------------------------------- | ----------- |
| Białek Roman               | kpt. rez.         | lekarz internista   | praktyka w Buczkowicach          | Katyń       |
| Bucholc Wieńczysław        | ppor. rez.        | farmaceuta          | pracownik apteki w Warszawie     | Katyń       |
| Edelman Bernard            | por. rez.         | lekarz              |                                  | Katyń       |
| Gawryś Feliks              | ppor. rez.        | lekarz internista   | praktyka w Kunowie lub Opatowie  | Katyń       |
| Hadt Andrzej               | ppor. rez.        | lekarz              | praktyka w Daleszycach           | Katyń       |
| Krudowski Stefan           | major lekarz      | żołnierz zawodowy   |                                  | Katyń       |
| Lehrhaft Dwaid             | kpt. rez.         | lekarz              | praktyka w Krakowie              | Katyń       |
| Lukas Adam                 | kpt.              | żołnierz zawodowy   |                                  | Katyń       |
| Mirecki Stanisław          | por. rez.         | lekarz              |                                  | Katyń       |
| Pajewski Chuna             | ppor. rez.        | lekarz              |                                  | Katyń       |
| Pieńkowski Stefan          | major rez.        | profesor neurologii | Uniwersytet Jagielloński         | Katyń       |
| Pietrasiewicz Adam         | por. rez.         | dr nauk medycznych  | dyr. Izby Lekarskiej             | Katyń       |
| Przeworski Antoni          | ppor. rez.        | lekarz              |                                  | Katyń       |
| Szwejkowski Bolesław       | ppor. posp. rusz. | farmaceuta          |                                  | Katyń       |
| Ściesiński Kazimierz       | ppor. rez.        | lekarz              | ord. Szpitala Miejskiego w Łodzi | Katyń       |
| Adler Jakub Wit            | ppor. rez.        | lekarz, dr n. med.  |                                  | Charków     |
| Anisfeld Markus            | ppor. rez.        | farmaceuta, mgr     | praktyka w Krakowie              | Charków     |
| Bethge Roman Aleksander    | por. rez.         | farmaceuta, mgr     | wł. apteki w Chorzowie           | Charków     |
| Brand Salomon              | por. rez.         | lekarz              |                                  | Charków     |
| Bulaga Józef Marian        | por. posp. rusz.  | lekarz              | internista w Iwoniczu (e)        | Charków     |
| Dobrzański Karol           | por. rez.         | dr nauk medycznych  | (e)                              | Charków     |
| Fall Jan                   | major w st. sp.   | dr nauk medycznych  |                                  | Charków     |
| Gawroński Franciszek       | por. rez.         | dr nauk medycznych  |                                  | Charków     |
| Gwardjan Andrzej           | kpt.              | żołnierz zawodowy   |                                  | Charków     |
| Kiełczewski Stanisław      | por. rez.         | dr nauk medycznych  | praktyka w Krakowie              | Charków     |
| Kosiński Mieczysław        | major rez.        | dr nauk medycznych  | Szpital i w Krakowie             | Charków     |
| Lipszyc-Lipski Wacław      | kpt. dr med.      | żołnierz zawodowy   |                                  | Charków     |
| Maciąg Adam Andrzej        | płk w st. sp.     | dr nauk medycznych  |                                  | Charków     |
| Makarewicz Jan             | ppor. rez.        | dr nauk medycznych  |                                  | Charków     |
| Mozdyniewicz Józef         | por. rez.         |                     |                                  | Charków     |
| Ossowski Mieczysław        | mjr. dr n. med.   | żołnierz zawodowy   | kier. pracowni rentgenowskiej    | Charków     |
| Pajchel Leon Mieczysław    | por. rez.         | dr nauk medycznych  |                                  | Charków     |
| Pisarski Tadeusz           | ppor. rez.        | lekarz              | praktyka w Działdowie            | Charków     |
| Ptak Stanisław             | kpt. rez.         | lekarz              | dyr. Lecznicy w Krakowie         | Charków     |
| Reich Karol                | por. rez.         | dr nauk medycznych  | praktyka w Krakowie              | Charków     |
| Ryglicki Stefan Roman      | por. rez.         | dr nauk medycznych  | praktyka w Krakowie              | Charków     |
| Schantroch Zygmunt         | kpt. rez.         | profesor medycyny   | Uniwersytet Warszawski           | Charków     |
| Sikorski Bolesław          | por. rez.         | dr nauk medycznych  | zam. Milejczyce                  | Charków     |
| Ślączka Aleksander         | kpt. rez.         | dr nauk medycznych  | Uniwersytet Jagielloński         | Charków     |
| Turkowski Brunon           | por. rez.         | lekarz              | Sanatorium Zakopane              | Charków     |
| Tyszka Aleksander          | ppor. rez.        | dr nauk medycznych  |                                  | Charków     |
| Żuk-Skarszewski Aleksander | kpt. rez.         | dr nauk medycznych  | praktyka w Rogoźnie              | Charków     |
| Jałowiec Aleksander        | ppor. rez.        | mgr farmacji        |                                  | ULK         |